# Política dos autores
A política dos autores foi um termo criado pelos jovens críticos cinematográficos da revista Cahiers du Cinéma nos anos 50. O termo serviria para criar polêmica e uma reflexão maior acerca do processo de produção do cinema.
Para os autoristas, o filme se assemelharia com quem o produzia, sendo uma obra de arte única e sendo uma arte de expressão pessoal, assim como nos livros e pintura. 
O autor “escreveria” com a câmera.
Alexandre Astruc escreve em 1948 um artigo chamado “Naissance d’une nouvelle avant-garde: La câmera stylo”, (Nascimento de uma nova vanguarda: A câmera caneta) onde pela primeira vez o termo é cunhado e segundo Marie (2011) muito do que foi falado por ele seria retomado por François Truffaut em seu artigo “Uma certa tendência do cinema francês”

## Contexto Histórico
Segundo Alfredo Manevy (in MASCARELLO, 2006) no final dos anos 50 surgiu na França um grupo de jovens culturalmente amadurecidos, participavam ativamente de cineclubes e eram na maioria críticos. Estes militantes do cinema pensaram em uma nova maneira de produzir filmes: Baixos orçamentos, um novo estilo de direção, e novos temas mais realistas. Jovens como Jean-Luc Godard, Alain Resnais, Eric Rohmer, Claude Chabrol, Louis Malle e François Truffaut. A revista Cahiers du Cinéma fundada por André Bazin juntou estes vários jovens que começaram suas carreiras como críticos que mais tarde se tornaram grandes cineastas. Este era o movimento da Nouvelle Vague.
Antoine de Baecque (2010) em seu livro “Cinefilia” diz que geralmente uma vanguarda cinematográfica é inaugurada por algum filme, mas que a Nouvelle Vague foi inaugurada pelo artigo polêmico de um jovem de 22 anos chamado François Truffaut “Uma certa tendência do cinema Francês”, este artigo até hoje serve de referência para o comportamento de cinéfilos do mundo todo. ”Trata-se, aqui, de uma exceção célebre, provavelmente o texto crítico a empreender a mais vigorosa ruptura na história de uma arte” (DE BAECQUE, 2010, p.161).

## Política dos autores
A Nouvelle Vague instaurou uma nova forma de fazer filmes, baseada nos ensinamentos de André Bazin e também no Neo realismo Italiano. Além disso os realizadores da Nouvelle Vague também foram responsáveis pela instauração da “política dos autores”, que exaltava autores de filmes como Orson Welles e Alfred Hitchcock. Segundo os autoristas, esses diretores souberam imprimir sua personalidade em seus filmes mesmo trabalhando em uma indústria cinematográfica como Hollywood.
Truffaut escreve sobre a política de autores no seu primeiro artigo na Cahiers du Cinéma: “Uma certa tendência do cinema Francês”, uma crítica do modo de fazer filmes daquela época.(TRUFFAUT, 2006). Segundo Mattos (1984), este artigo atacava os diretores e argumentistas da chamada “Tradição de qualidade do cinema Francês”, que eram sempre premiados e eram o orgulho da indústria cinematográfica Francesa, dentre eles havia: Claude Autant-Lara, René Clement, Jean Aurenche e Jean Delanoy. A partir daí, Truffaut começa a defender o Cinema de Autor e cineastas como Jean Renoir, Fritz Lang, Robert Bresson, Jacques Tati, Abel Gance, Jean Cocteau, Akira Kurosawa; os Hollywoodianos: Alfred Hitchcock, Howard Hawks e alguns cineastas que pertenciam ao “lado B”: como: Robert Aldrich, Nicholas Ray, Anthony Mann e Joseph H. Lewis. 
“Para Truffaut, o novo cinema se assemelharia a quem o realizasse, não tanto pelo conteúdo  autobiográfico, mas pelo estilo, que marca o filme com a personalidade de seu diretor. Os diretores intrinsecamente vigorosos, (...) exibirão no decorrer dos anos uma personalidade estilística e tematicamente reconhecível, mesmo trabalhando nos estúdios hollywoodianos. Em resumo, o verdadeiro talento sobressairá, não importando as circunstâncias.” (STAM,2006, p.104)
Muitos pesquisadores dão a Truffaut o crédito por “criar” este termo, mas o início desta discussão não foi o artigo Michel Dorsday também na Cahiers du Cinéma, ele critica dois anos antes de Truffaut em 1952, sobre o filme Adorbles créatures de Christian- Jacques com o título de “O cinema está morto”, ele possui um caráter sensacionalista e foi o estopim para a guerra contra a “Tradição do cinema Francês”.
"Essa constatação soa como o desfecho do trabalho de Truffaut, do seu engajamento cinefílico, de sua escrita, de seus talentos polêmicos: o jovem, já cineasta, confere aqui à sua pena crítica, e definitivamente, o poder de fazer sucederem-se olhares, escolas, espectadores, o poder de reescrever a historia do cinema (DE BAECQUE, 2010, p.197)". 
A questão do autor foi mais forte durante as décadas de 50 e 60, quando surgiu o neo-realismo, cinema novo e principalmente a Nouvelle Vague, que conferiram ao cinema o que Bazin chama de “Arte do real”: temas cotidianos transformados em belas histórias. No Brasil, essa tradição se iniciou com Nelson Pereira dos Santos e seu “Rio, 40 Graus”, diretamente influenciado pelas vanguardas europeias do Neo-realismo porém acrescentado em sua temática fatos do cotidiano brasileiro. Na década de 60 surge também Glauber Rocha, este assumidamente influenciado pelo cinema da Nouvelle Vague. 
"A lição de produção do Neo-realismo e da Nouvelle Vague foi coisa que nós absorvemos imediatamente como prática, porque o cinema novo, na verdade, é paralelo a Nouvelle Vague. (ROCHA, 1963, p.329" .
Antoine de Baecque (2010) diz que este artigo só foi possível porque Truffaut havia presenciado bastante aquele cinema que tanto criticou. Para Truffaut o que faltava eram diretores que soubessem imprimir a sua marca e que os que estavam fazendo os filmes eram meros operários que só repetiam uma fórmula. Ele ainda dizia que (2006, p.13) “O diretor é o único membro da equipe cinematográfica que não tem o direito de se queixar”, pois ele que escolhe como trabalhar, todos os aspectos do filme.
"Se bem que, mesmo que não escreva uma linha do roteiro, é o diretor que conta, é com ele que o filme parece, como impressões digitais. O filme pode ser uma imagem melhorada ou piorada dele, mas é apenas com ele que o trabalho realizado parece. (TRUFFAUT,  1990, p.71)" .